# Stroobossertrekvaart
De Stroobossertrekvaart (officieel, Fries: Strobosser Trekfeart), ook wel Dokkumer Trekvaart genoemd, is een vaart die loopt van Dokkum naar Gerkesklooster en Stroobos, waar hij aansluit op het Prinses Margrietkanaal en het Van Starkenborghkanaal, provincie Friesland (Nederland).

## Geschiedenis
De trekvaart werd de jaren 1654 - 1656 gegraven in opdracht van het stadsbestuur van Dokkum. Het deel van de trekvaart tussen Kollum en Gerkesklooster was in de 16e eeuw al aangelegd. Dokkum dacht door een betere verbinding over het water met Groningen meer scheepvaartverkeer aan te trekken. Naast de vaart loopt een jaagpad waarop de paarden konden lopen die de trekschuit moesten voortbewegen.
Door de hoge kosten van de aanleg van de vaart ging de stad Dokkum failliet. Het eigendom van de vaart kwam toen in handen van een groep schuldeisers. Deze hebben jarenlang een aantal tolhuizen aan de vaart gevestigd die er voor moesten zorgen dat de vaart zijn geld opbracht.
De tolhuizen stonden op de volgende plaatsen:
- noordelijk van Wouterswoude
- bij Oostwoud
- bij Oudwoude
- oostelijk van Buitenpost (de De Laatste Stuiver, oftewel de laatste stuiver die betaald moest worden vanaf Dokkum)

## Route
De Stroobossertrekvaart loopt van Dokkum in zuidoostelijke richting naar de noordkant van Wouterswoude en Driesum. Daar kruist de trekvaart de Nieuwe Zwemmer/Petsloot. Vervolgens loopt de vaart zuidelijk van Westergeest, Oudwoude en Kollum. Na Kollum buigt de vaart af naar het zuiden, om langs Augsbuurt bij Gerkesklooster en Stroobos in het Prinses Margrietkanaal uit te komen.
Provinciale weg 910 loopt de gehele route langs de Stroobossertrekvaart en wordt daarom ook wel trekweg genoemd.